# علامات خطرة أثناء الحمل
في فترة الحمل تتعرض معظم النساء لعلامات غير مريحة؛ ولكن لا تكون هذه العلامات مشكلة جدية وخطرة، فالعلامات الطبيعية خلال الحمل تتضمن: الغثيان (خاصة في الأشهر الثلاثة الأولى)، حرقة، وحموضة في أعلى البطن، الحاجة إلى التبول بكثرة (أكثر من المعتاد)، ألم في الظهر، ألم وانتفاخ في الصدر، إرهاق عام للجسد.
هناك بعض العلامات التي تشكل خطورة على الأم أو على الطفل، وإدراك هذه العلامات؛ تساعد الأم على معرفة الوقت المناسب الذي يجب فيه أن تراجع الطبيب للحصول على الرعاية المناسبة.
ومن تلك العلامات الخطرة أثناء الحمل ما يلي:
- حصول نزيف دموي من الرحم.
- نزول سائل غير طبيعي من المهبل.
- ألم شديد في البطن.
- انتفاخ الوجه واليدين والرجلين.
- الشعور باضطراب الرؤية.
- صداع شديد وثابت في الرأس.
- توقف الجنين عن الحركة.
- تبول مصحوب بألم وحرقة.
- ارتفاع درجة الحرارة.
- ارتفاع الضغط الدموي.
- التقيؤ المستمر ما بعد ثلاثة أشهر الأولى من الحمل.[1]